# 저키
저키(영어: jerky)는 미국, 캐나다 등지에서 먹는 마른고기 요리이다.

## 만들기
주로 쇠고기 등을 양념장에 담가 두었다가 말리며, 말리기 전에 훈제 과정을 거치기도 한다. 양념장에는 우스터셔 소스와 마늘가루, 양파가루, 후추 등이 들어간다.

## 음료
커피전문점 스타벅스에서 저키를 올린 커피를 출시하기도 했다.

## 같이 보기
- 육포